# Bjärme
Bjärme is een plaats in de gemeente Östersund in het landschap Jämtland en de provincie Jämtlands län in Zweden. De plaats heeft 60 inwoners (2005) en een oppervlakte van 21 hectare. De plaats Fåker ligt ongeveer drie kilometer ten zuidwesten van Bjärme.

## Geboren
- Bodil Malmsten, Auteur